# Rotundaria aurea
Rotundaria aurea позната још под називом golden orb, је слатководна шкољка из реда Unionoida и фамилије Unionidae.
Ова врста је 2012. године пребачена из рода Quadrula у род Rotundaria на основу генетског доказа.

## Распрострањење
Ареал врсте је ограничен на једну државу. 
Сједињене Америчке Државе су једино познато природно станиште врсте, нађена је у држави Тексас.

## Станиште
Станиште врсте су слатководна подручја. 